# Une dame et un gentilhomme en noir
Une dame et un gentilhomme en noir est un tableau de l'artiste néerlandais Rembrandt, peint en 1633. La peinture à l'huile sur toile, mesurant 131,6 × 109 centimètres, représente un mari et une femme vêtus de noir et élégamment habillés. Le tableau était exposé au musée Isabella-Stewart-Gardner de Boston, dans l'État américain du Massachusetts, avant d'être l'une des treize œuvres volées au musée en 1990.

## Provenance
La paternité du tableau a été débattue. En 1987, le Rembrandt Research Project (RRP) retire l'attribution de l'œuvre à Rembrandt, la considérant comme un produit de l'atelier de l'artiste. Cependant, le RRP attribue à nouveau le tableau à Rembrandt en 2015, l'intitulant Portrait d'un couple dans un intérieur. L'examen radiographique de la peinture révèle que Rembrandt avait peint à l'origine un enfant appuyé sur la jambe de la dame assise. Les historiens de l'art forment l'hypothèse que l'enfant est mort jeune et que le couple a demandé qu'il soit retiré de la peinture afin de ne pas faire revivre des souvenirs douloureux.

## Histoire
Le tableau fait partie de la collection d'Henry Philip Hope, d'Henry Thomas Hope, d'Adèle Bichat Hope, de Francis Pelham-Clinton-Hope à partir de 1884 puis d'Asher Wertheimer en 1898. En septembre 1898, Bernard Berenson achète le tableau à la galerie d'art Colnaghi à Londres pour 13 000 livres sterling au nom de la collectionneuse d'art Isabella Stewart Gardner,.
Il est exposé au musée Isabella-Stewart-Gardner de Boston, dans l'État américain du Massachusetts, avant d'être volé le 18 mars 1990. Depuis le vol, le tableau n'a pas refait surface et une récompense est toujours offerte pour le retour des objets volés.